# 青森県道7号むつ東通線
青森県道7号むつ東通線（あおもりけんどう7ごう むつひがしどおりせん）は、青森県むつ市から下北郡東通村に至る県道（主要地方道）である。

## 概要
JR大湊線近川駅至近のむつ市中野沢・国道279号交点から下北半島を縦断して東通村で国道338号に合流する。下北交通近川バス停付近から近川交番付近までの区間は国道279号と重複する。

### 路線データ
- 起点 : むつ市[1]（国道279号交点）
- 終点 : 下北郡東通村[1]

## 歴史
- 1961年（昭和36年）2月10日 - 青森県が県道むつ東通線として県道認定[1]。
- 1993年（平成5年）5月11日 - 建設省により県道むつ東通線が主要地方道むつ東通線に指定される[2]。

## 地理

### 通過する自治体
- むつ市
- 下北郡東通村

### 交差する道路
- 国道279号（むつ市中野沢、起点）
- 国道338号（東通村、終点）

### 沿線の施設など
- JR大湊線近川駅
- むつ警察署 近川交番
- 冷水峠
- トントゥビレッジ（東通原子力発電所PR館）